# Peter Taylor

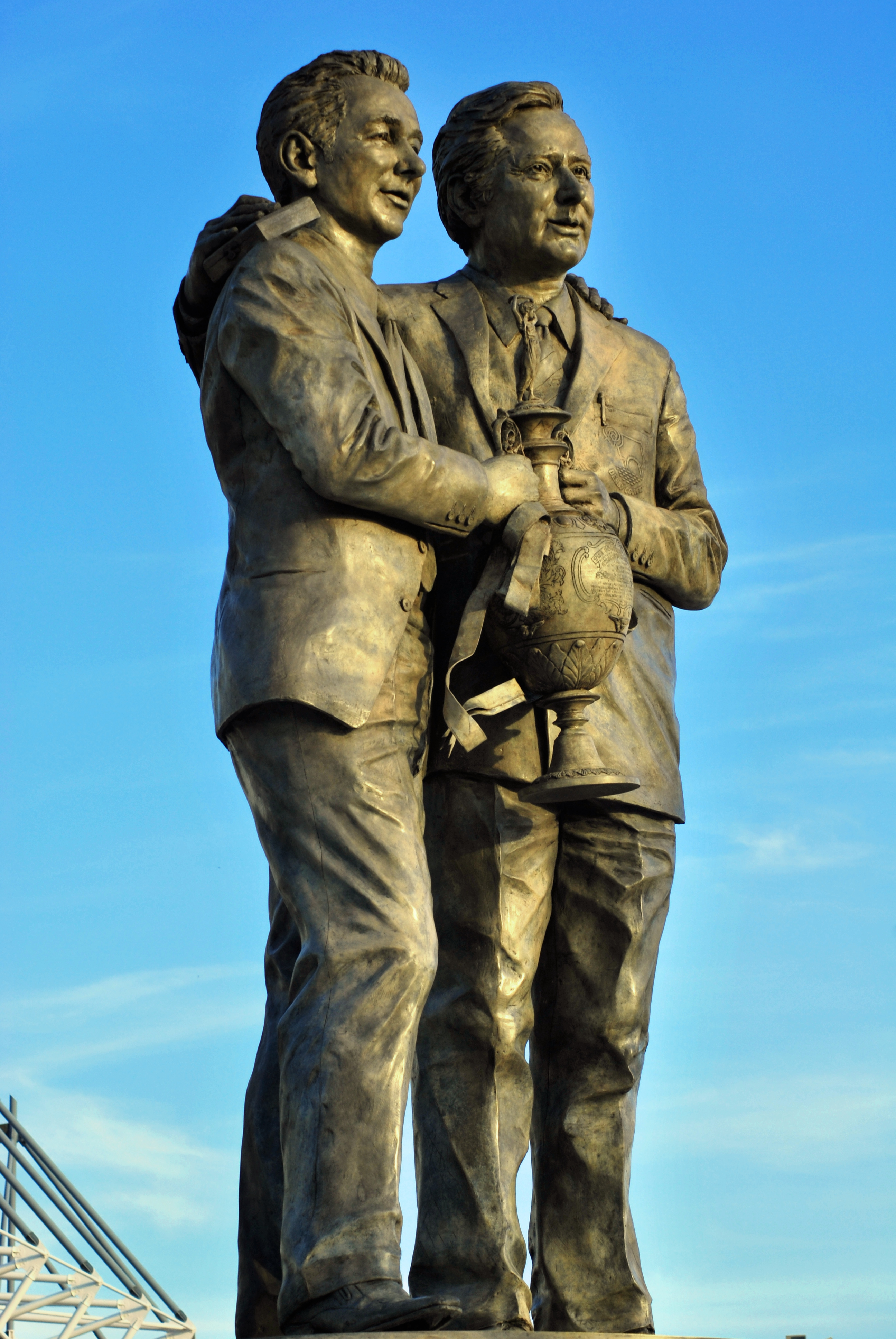
standbeeld van Brian Clough en Peter Taylor in Derby

Peter Thomas Taylor (Nottingham, 2 juli 1928 – Mallorca, 4 oktober 1990) was een Engels oud-voetballer en trainer. Als assistent-trainer van Brian Clough behaalde hij grote successen bij Derby County en Nottingham Forest.
Na een twintigjarige voetbalcarrière als doelman, die hem onder andere langs Coventry City en Middlesbrough FC bracht, ging hij in 1962 aan de slag als trainer van Burton Albion FC. In 1965 sloot hij zich aan bij zijn oud-ploeggenoot Brian Clough als assistent-trainer bij Hartlepool United FC. Na hier goede resultaten te hebben behaald, vertrok het duo naar Derby County. Ook hier behaalde het goede resultaten. Het promoveerde naar de Eerste Divisie en werd in 1972 kampioen van Engeland.
Toen het duo in 1973 werd weggestuurd, gingen ze aan de slag bij Brighton & Hove Albion. Twee jaar later vertrok Clough naar Leeds United, maar Taylor besloot te blijven, en stond er voor het eerst sinds negen jaar weer alleen voor. Bij de club uit Zuid-Engeland stond hij twee jaar als hoofdtrainer langs de kant, en leidde de ploeg naar een vierde plaats.
In 1976 nam Taylor ontslag bij Brighton, en voegde hij zich weer bij Clough als assistent bij Nottingham Forest. Hier beleefde het duo zijn grootste successen. In 1977 werd het kampioen, en in 1979 en 1980 won Forest de Europacup I. In 1982 kwam er een einde aan de samenwerking tussen Clough en Taylor. Taylor was tussen 1982 en 1984 nog trainer van Derby County, tot hij stopte als trainer. Op 4 oktober 1990 overleed Peter Taylor op 62-jarige leeftijd tijdens een vakantie op Mallorca.